# Найзатомар
Найзатомар (каз. Найзатомар, до 200? г. — Коминтерн) — упразднённое село в Акжарском районе Северо-Казахстанской области Казахстана. Входило в состав Майского сельского округа. Ликвидировано в 2008 году.

## Население
По данным переписи 1999 года в селе проживало 117 человек (60 мужчин и 57 женщин).